# Ondřej Vaněk
Ondřej Vaněk (Brno, 25 september 1990) is een Tsjechisch voetballer die bij voorkeur als middenvelder speelt. Hij verruilde FC Viktoria Pilsen in juli 2016 voor FK Oefa. Vaněk debuteerde in 2013 in het Tsjechisch voetbalelftal.

## Clubstatistieken
| Seizoen                        | Club               | Competitie              | Wed. | Goals |
| ------------------------------ | ------------------ | ----------------------- | ---- | ----- |
| 2009/10                        | Slavia Praag       | 1. česká fotbalová liga | 2    | 0     |
| 2010/11                        | FK Baumit Jablonec | 1. česká fotbalová liga | 8    | 2     |
| 2010/11                        | → FC Hlučín        | Fotbalová národní liga  | 12   | 0     |
| 2011/12                        | FK Baumit Jablonec | 1. česká fotbalová liga | 21   | 0     |
| 2012/13                        | FK Baumit Jablonec | 1. česká fotbalová liga | 28   | 2     |
| 2013/14                        | FK Baumit Jablonec | 1. česká fotbalová liga | 16   | 5     |
| 2013/14                        | Kayserispor        | Süper Lig               | 11   | 0     |
| 2014/15                        | FC Viktoria Pilsen | 1. česká fotbalová liga | 29   | 5     |
| 2015/16                        | FC Viktoria Pilsen | 1. česká fotbalová liga | 19   | 2     |
| 2016/17                        | FK Oefa            | Premjer-Liga            | 16   | 2     |
| 2017/18                        | FK Oefa            | Premjer-Liga            | 8    | 2     |
| Totaal                         | Totaal             | Totaal                  | 170  | 20    |
| Bijgewerkt tot 18 oktober 2017 |                    |                         |      |       |

## Interlandcarrière
Vaněk debuteerde op 14 augustus 2013 in het Tsjechisch voetbalelftal, in een oefeninterland tegen Hongarije (1–1).
| Interlands van Ondřej Vaněk voor Tsjechië | Interlands van Ondřej Vaněk voor Tsjechië | Interlands van Ondřej Vaněk voor Tsjechië | Interlands van Ondřej Vaněk voor Tsjechië | Interlands van Ondřej Vaněk voor Tsjechië | Interlands van Ondřej Vaněk voor Tsjechië |
| №                                         | Datum                                     | Wedstrijd                                 | Uitslag                                   | Soort Wedstrijd                           | Doelpunten                                |
| Als speler bij FK Baumit Jablonec         | Als speler bij FK Baumit Jablonec         | Als speler bij FK Baumit Jablonec         | Als speler bij FK Baumit Jablonec         | Als speler bij FK Baumit Jablonec         | Als speler bij FK Baumit Jablonec         |
| ----------------------------------------- | ----------------------------------------- | ----------------------------------------- | ----------------------------------------- | ----------------------------------------- | ----------------------------------------- |
| 1.                                        | 14 augustus 2013                          | Hongarije - Tsjechië                      | 1 – 1                                     | Vriendschappelijk                         | 0                                         |
| 2.                                        | 6 september 2013                          | Tsjechië - Armenië                        | 1 – 2                                     | Kwalificatie WK 2014                      | 0                                         |
| 3.                                        | 10 september 2013                         | Italië - Tsjechië                         | 2 – 1                                     | Kwalificatie WK 2014                      | 0                                         |
| 4.                                        | 11 oktober 2013                           | Malta - Tsjechië                          | 1 – 4                                     | Kwalificatie WK 2014                      | 0                                         |
| 5.                                        | 15 oktober 2013                           | Bulgarije - Tsjechië                      | 0 – 1                                     | Kwalificatie WK 2014                      | 0                                         |
| 6.                                        | 15 november 2013                          | Tsjechië - Canada                         | 2 – 0                                     | Vriendschappelijk                         | 0                                         |
| 7.                                        | 21 mei 2014                               | Finland - Tsjechië                        | 2 – 2                                     | Vriendschappelijk                         | 0                                         |
| 8.                                        | 6 september 2015                          | Letland - Tsjechië                        | 1 – 2                                     | Kwalificatie EK 2016                      | 0                                         |